# Chevrolet Task Force
La Chevrolet Task Force è un'autovettura del tipo pick-up prodotta dal 1955 al 1961 dalla casa automobilistica statunitense Chevrolet.
La Task Force andava a sostituire la famiglia di pick up Chevrolet della serie Advance Design. Veniva anche venduta presso i concessionari GMC con il nome di Blue Chip Series.
Introdotta nel 1955, rispetto alla serie precedente aveva l'impianto elettrico a 12 Volt, il motore V8 e gli pneumatici tubeless. La Task Force era basata sullo stesso telaio e sulle stesse parti meccaniche del suo predecessore, l'Advance Design, ma più modernizzato. Come il predecessore, la nuova Task Force era disponibile come pick-up o furgone.
Inoltre, oltre agli autocarri leggeri, c'erano anche autocarri più pesanti che utilizzavano il design della cabina e i motori della Task Force, anche se con un telaio pesantemente ridisegnato per consentire carichi utili più pesanti. Gli autocarri pesanti venivano venduti con i nomi Viking, Spartan e LCF. I modelli pesanti furono parzialmente sostituiti dalla nuova Chevrolet/GMC Tilt Cab nel 1960, anche se alcuni autocarri pesanti Chevrolet Task Force continuarono ad essere costruiti in piccole quantità al 1962.
C'erano anche modifiche 4x4 per gli autocarri leggeri realizzate da società autonome esterne (carrozzieri).
Un'altra variante interessante è la Chevrolet Cameo Carrier e il simile GMC Suburban Pickup. Questi avevano caratteristiche e finiture più lussuose aggiunte al pick-up, insieme a sospensioni più confortevoli e pinne simili a quelle di un'auto sul retro del camion. Alcuni considerano questa variante un predecessore della Chevrolet El Camino.
Con l'eccezione del pick-up di lusso Cameo Carrier e di parte della gamma di autocarri pesanti, la Task Force è stata sostituita dalla nuova gamma di pick-up Chevrolet C/K.
Questo modello, nella versione 3800 del 1955, ha isprato il personaggo di Carl Attrezzi "Cricchetto" in Cars - Motori ruggenti, film d'animazione della Disney Pixar del 2006.

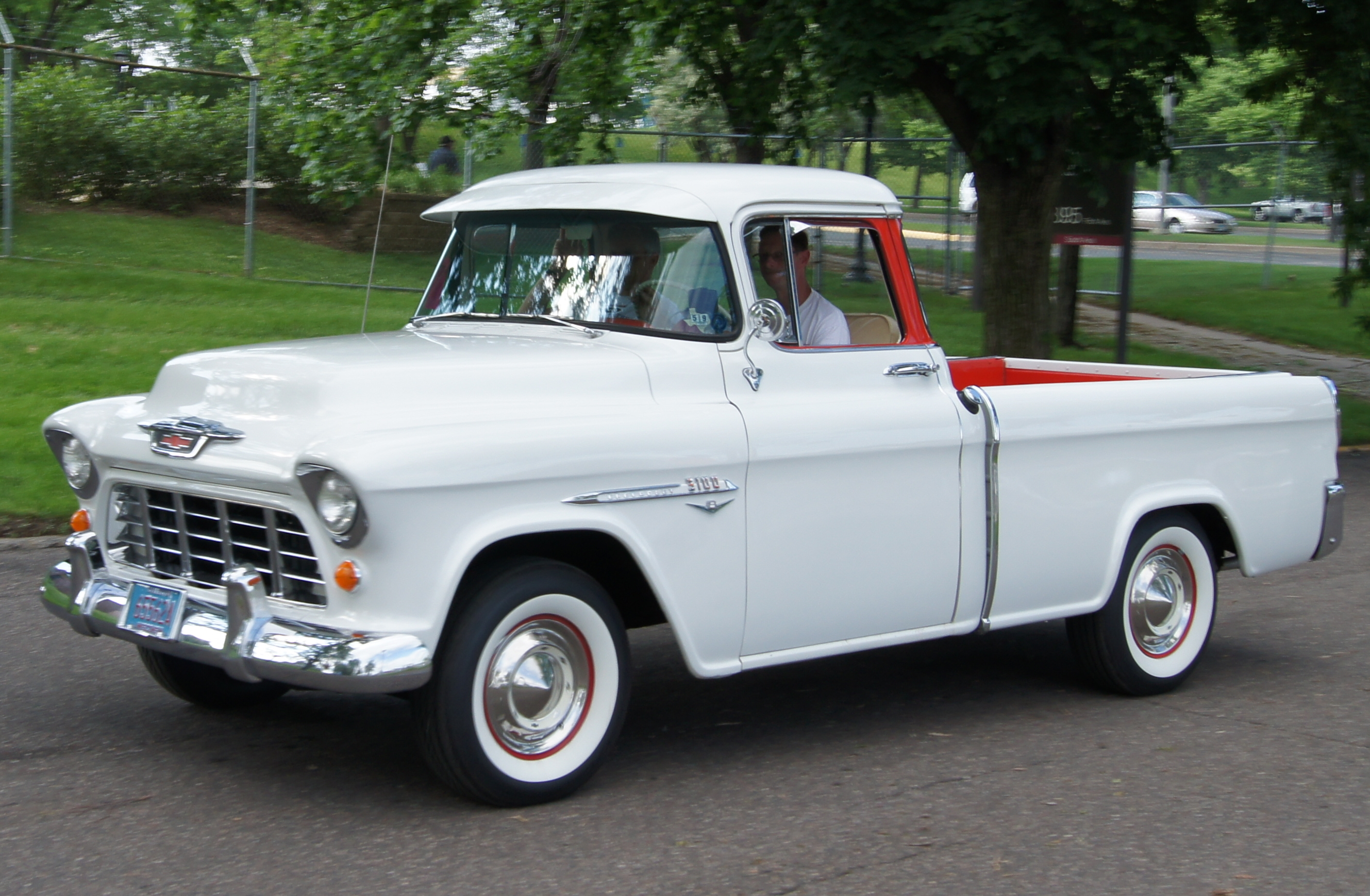
1955 Chevrolet Cameo Carrier
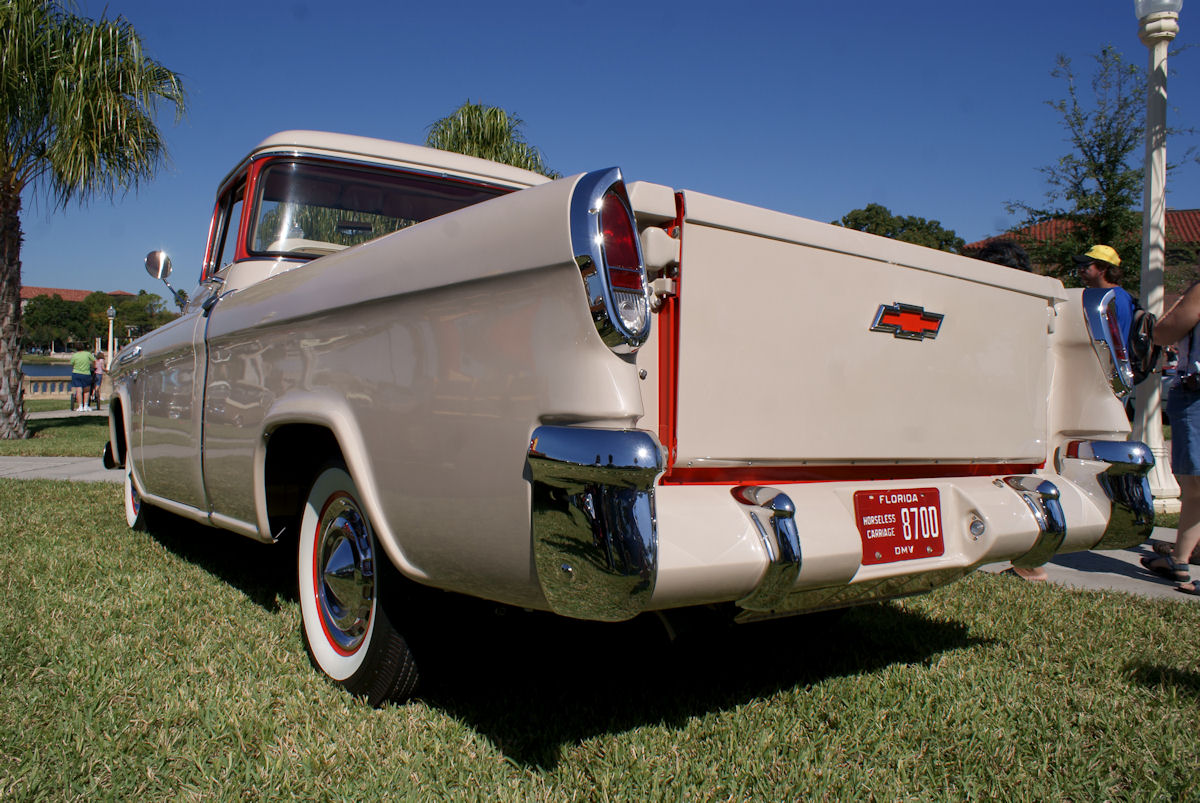
1956 Chevrolet Cameo Carrier veduta posteriore
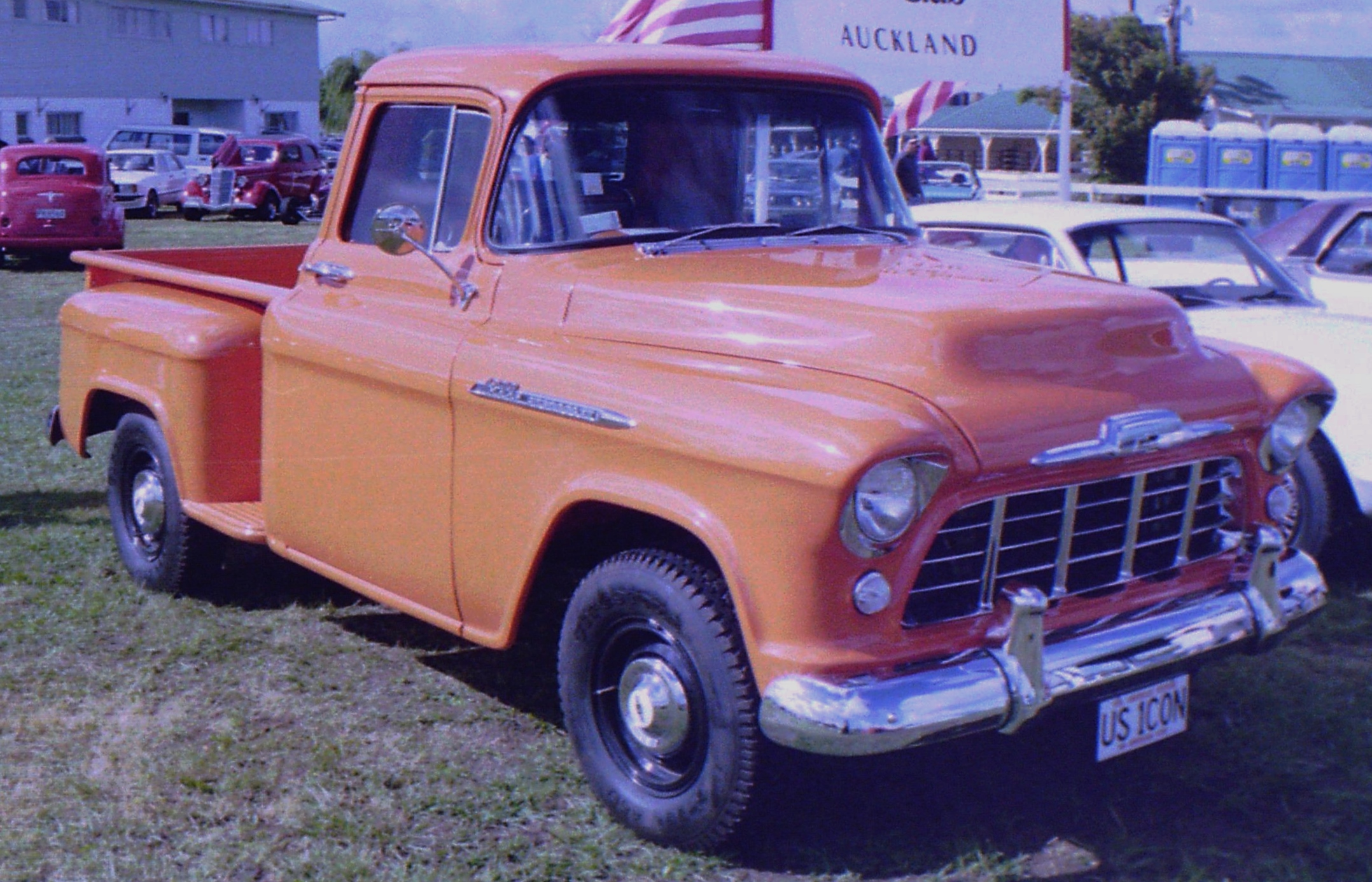
1955 Chevrolet Task Force
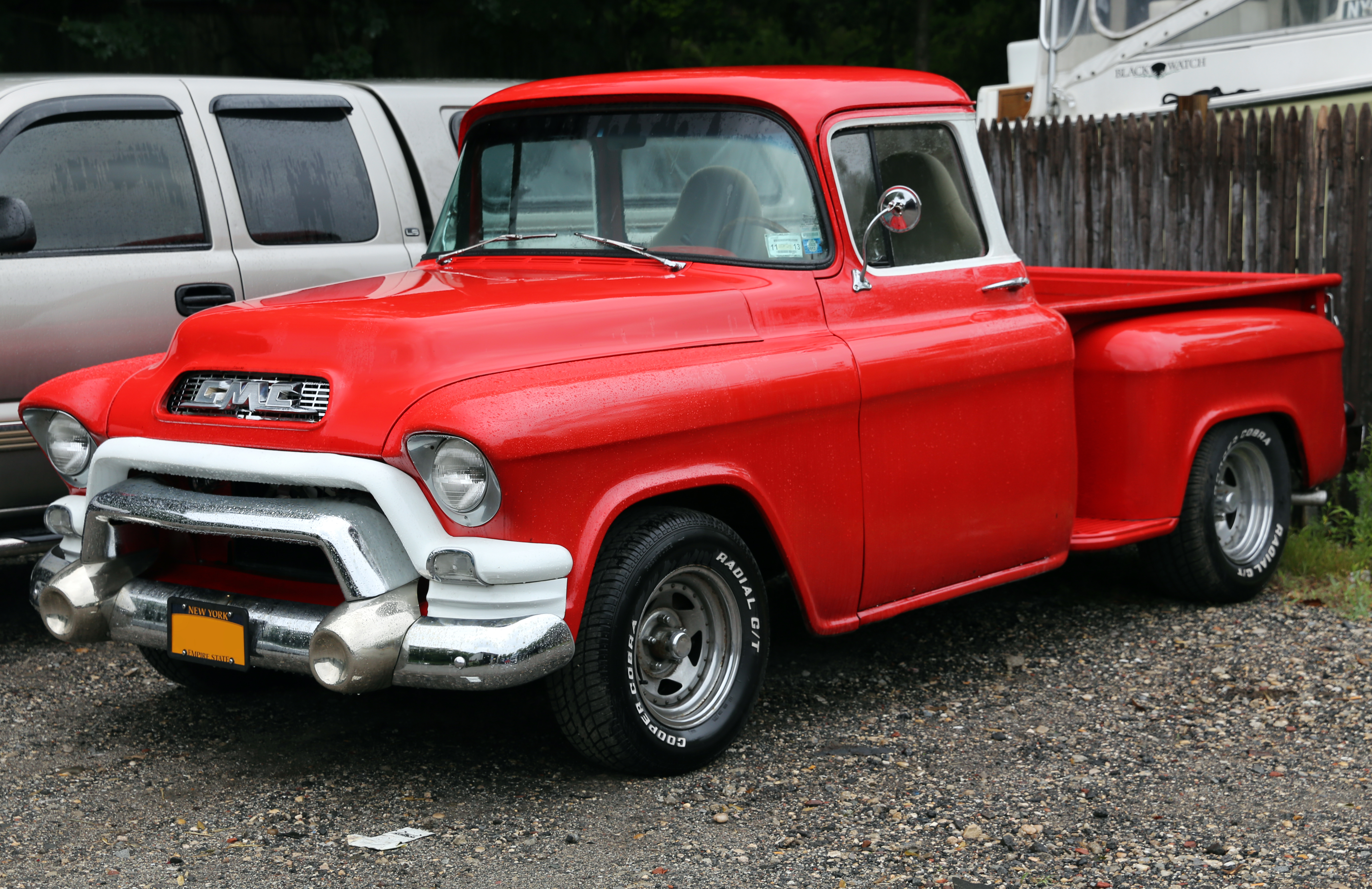
1955 GMC Blue Chip 150
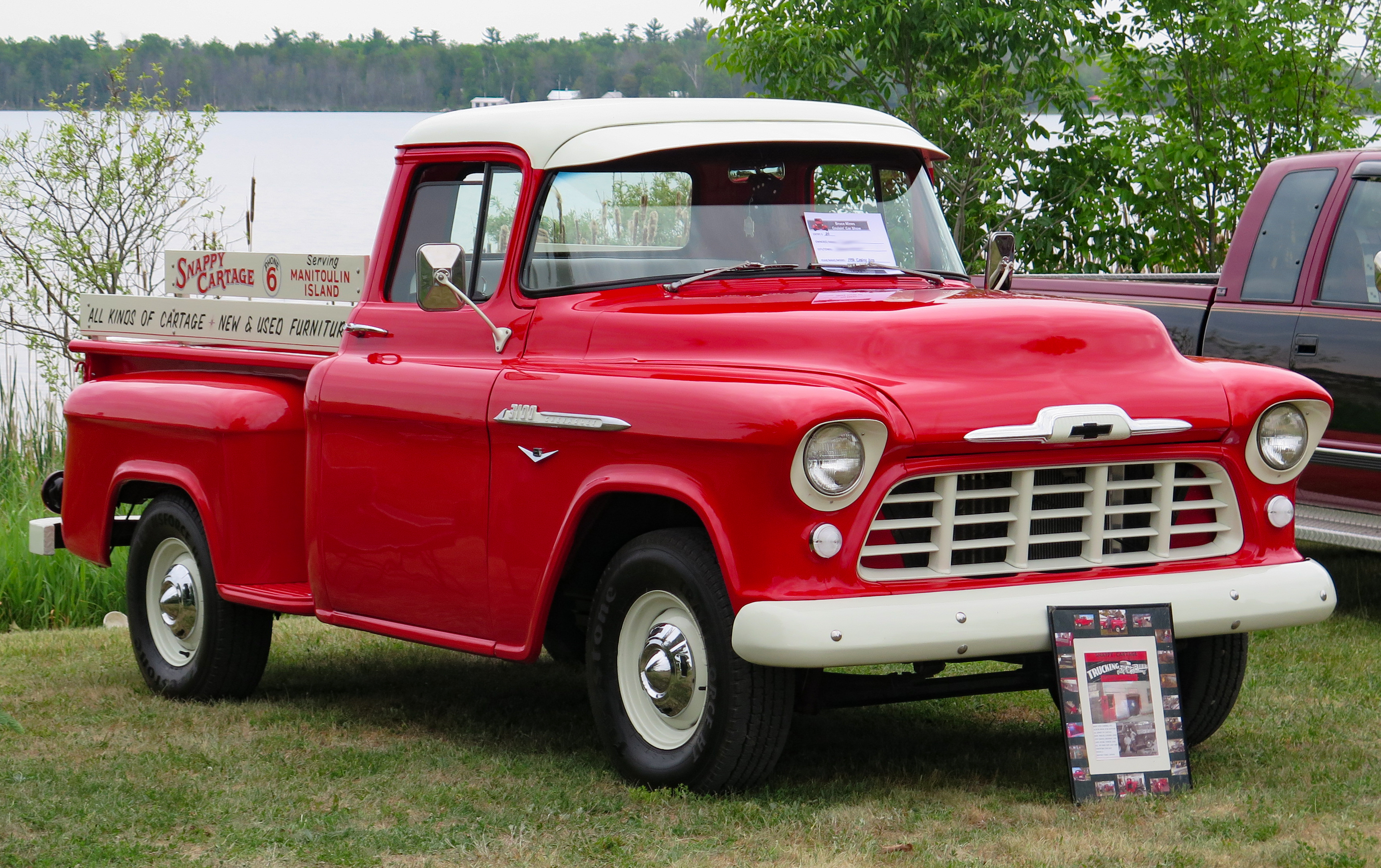
1956 Chevrolet 3100
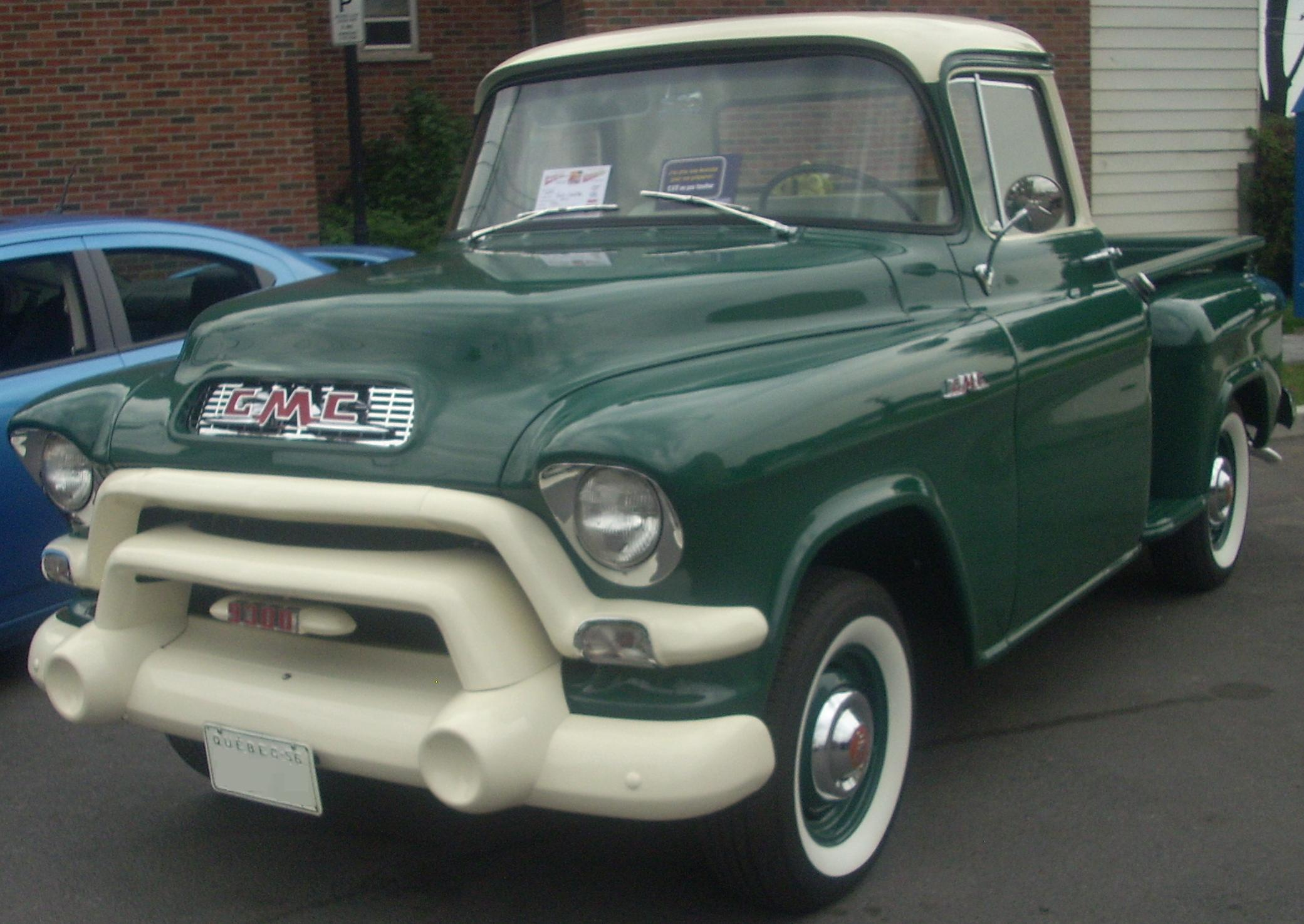
1956 GMC Blue Chip
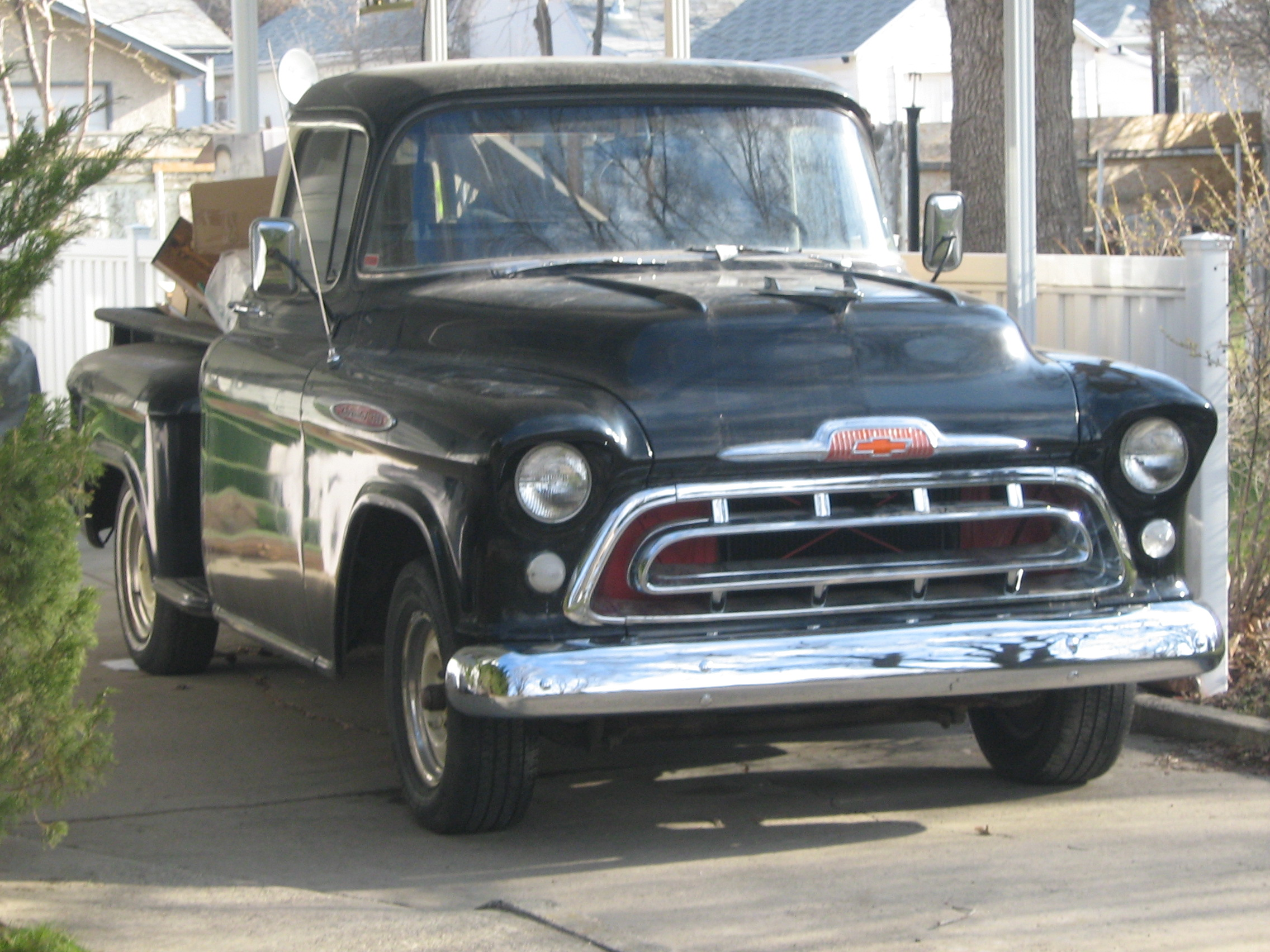
1957 Chevrolet Task Force
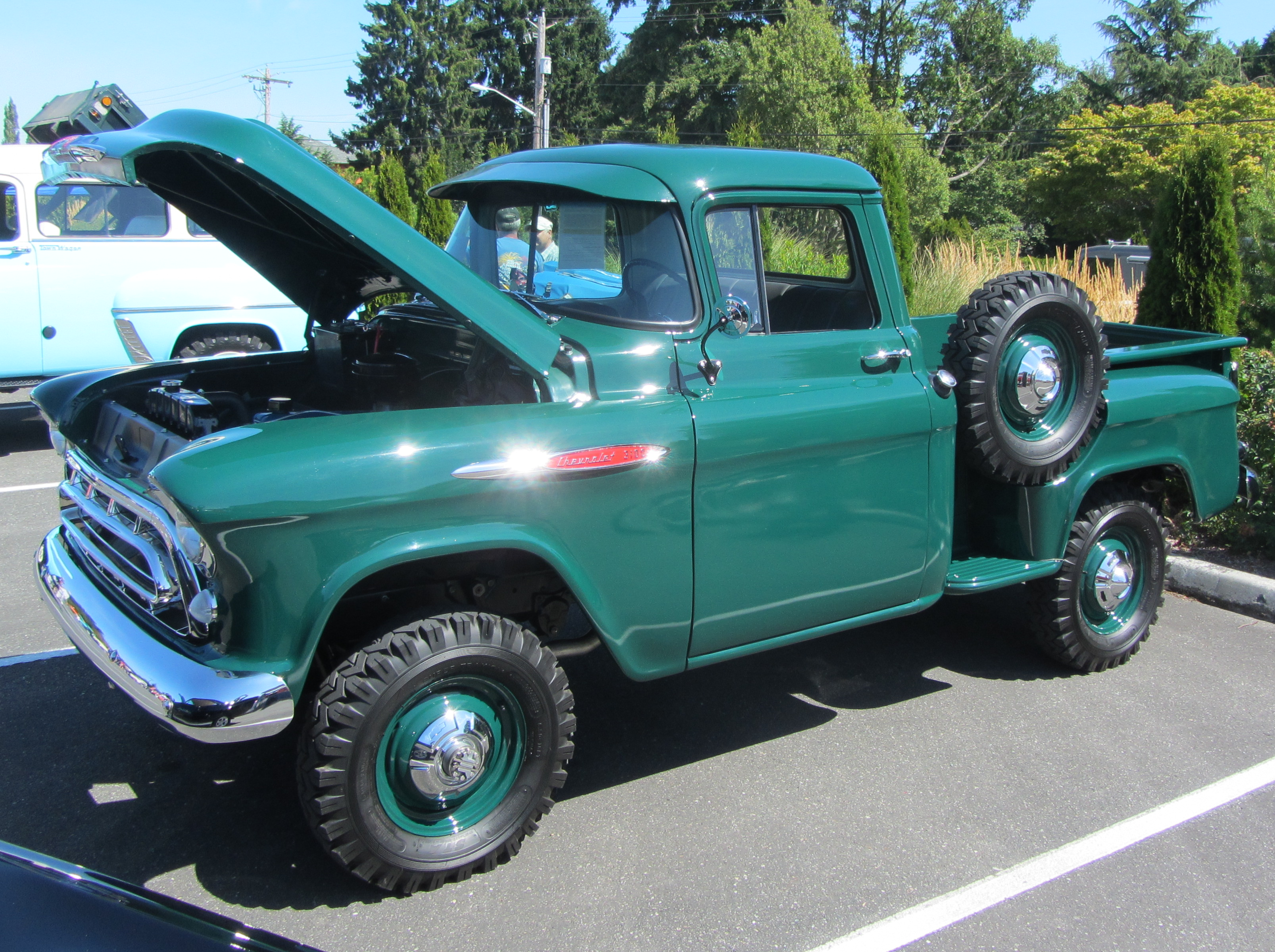
1957 Chevrolet Task Force 4x4
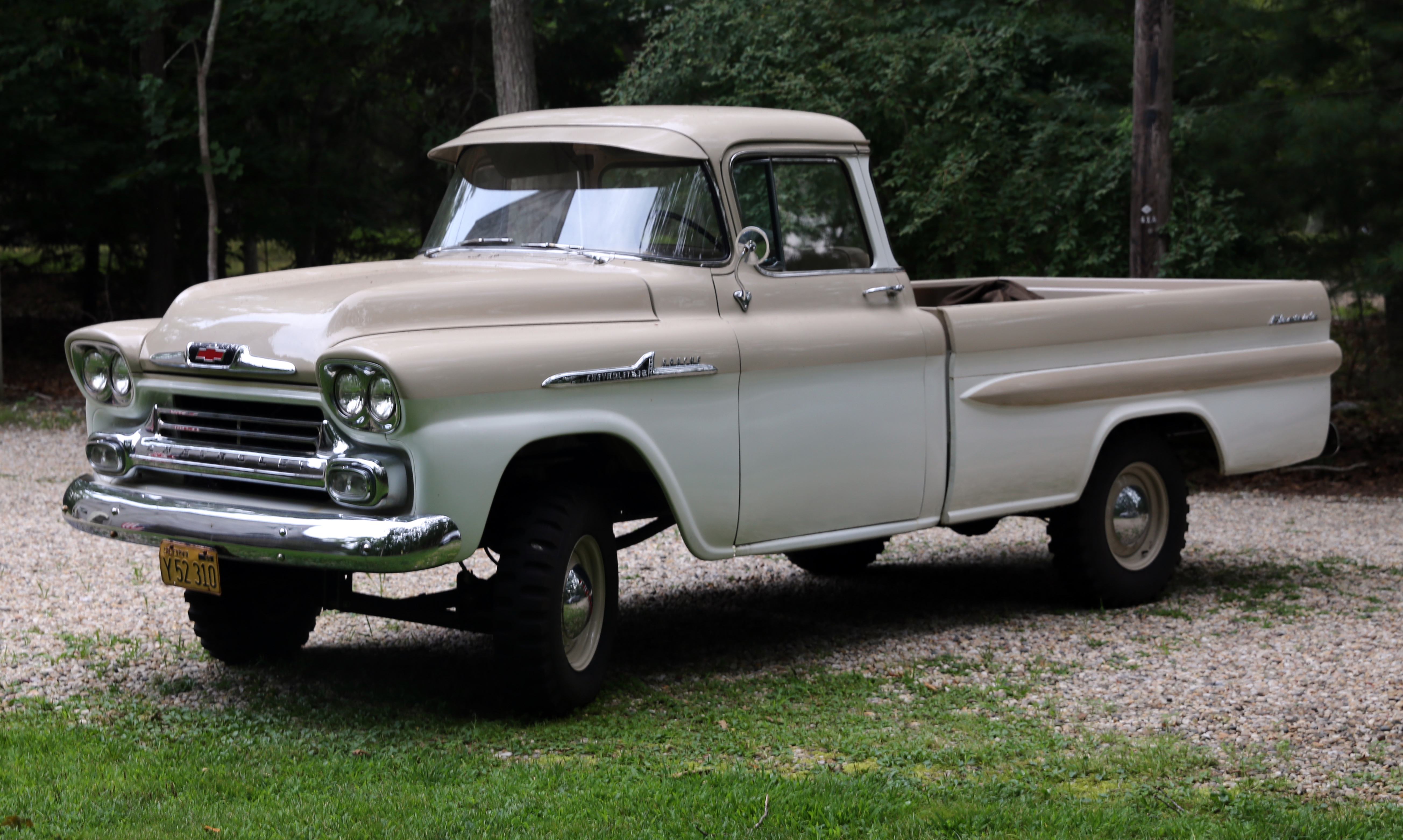
1958 Chevrolet Apache 4WD
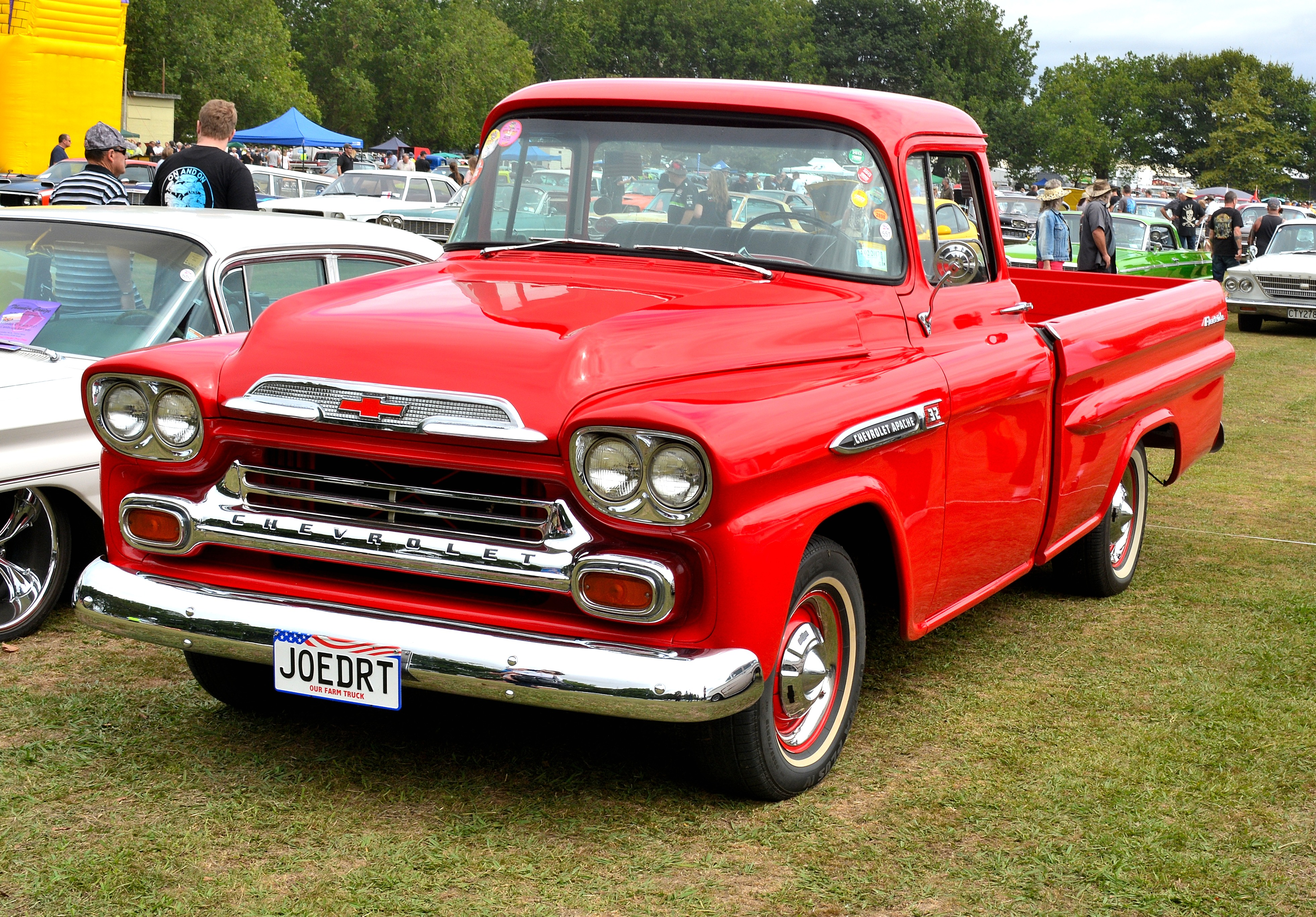
1959 Chevrolet Apache
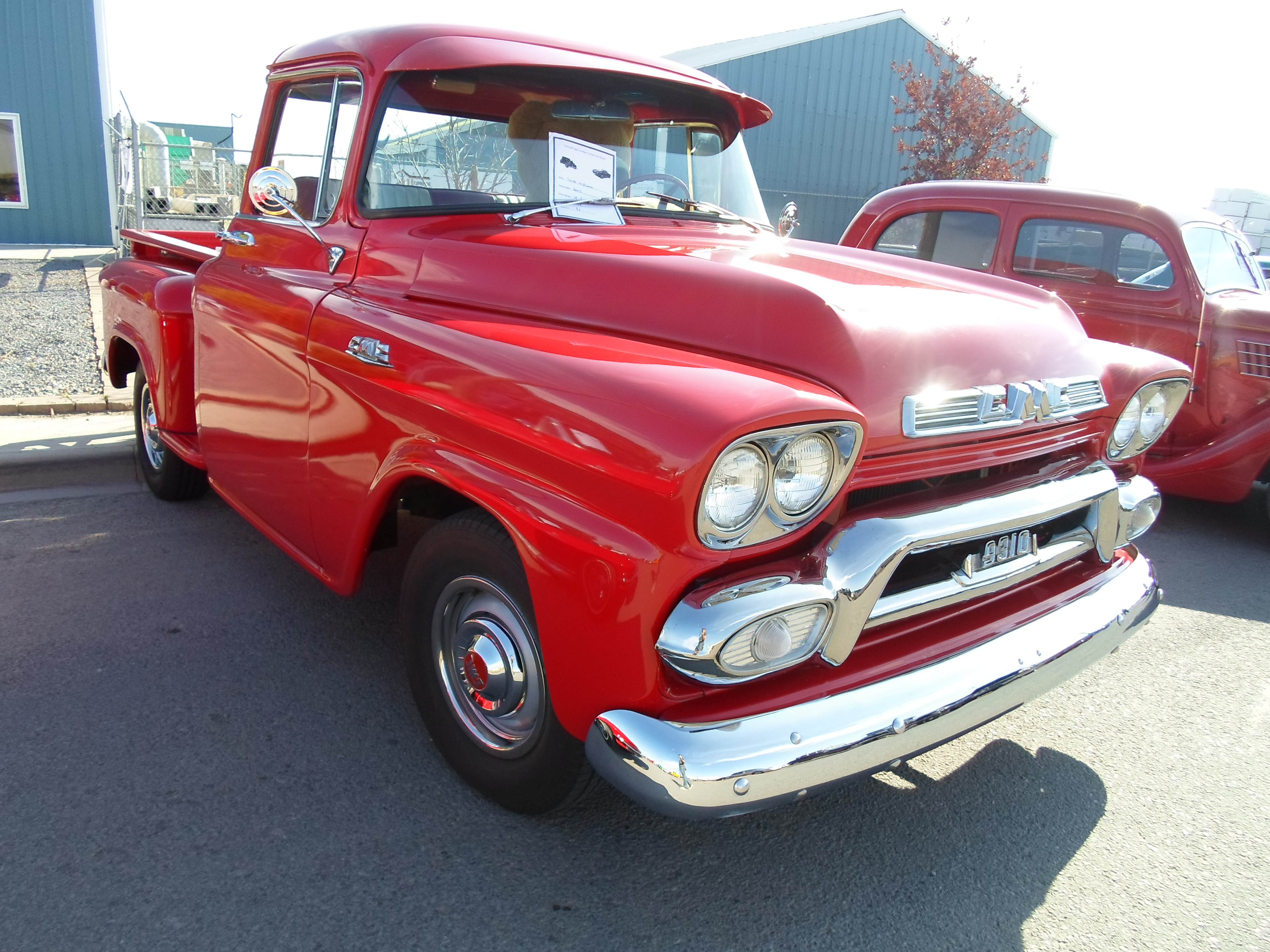
1959 GMC 9310
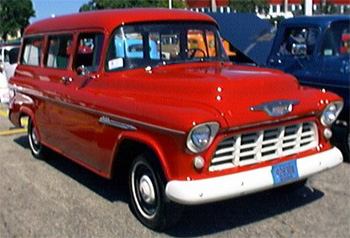
1955 Chevrolet Suburban
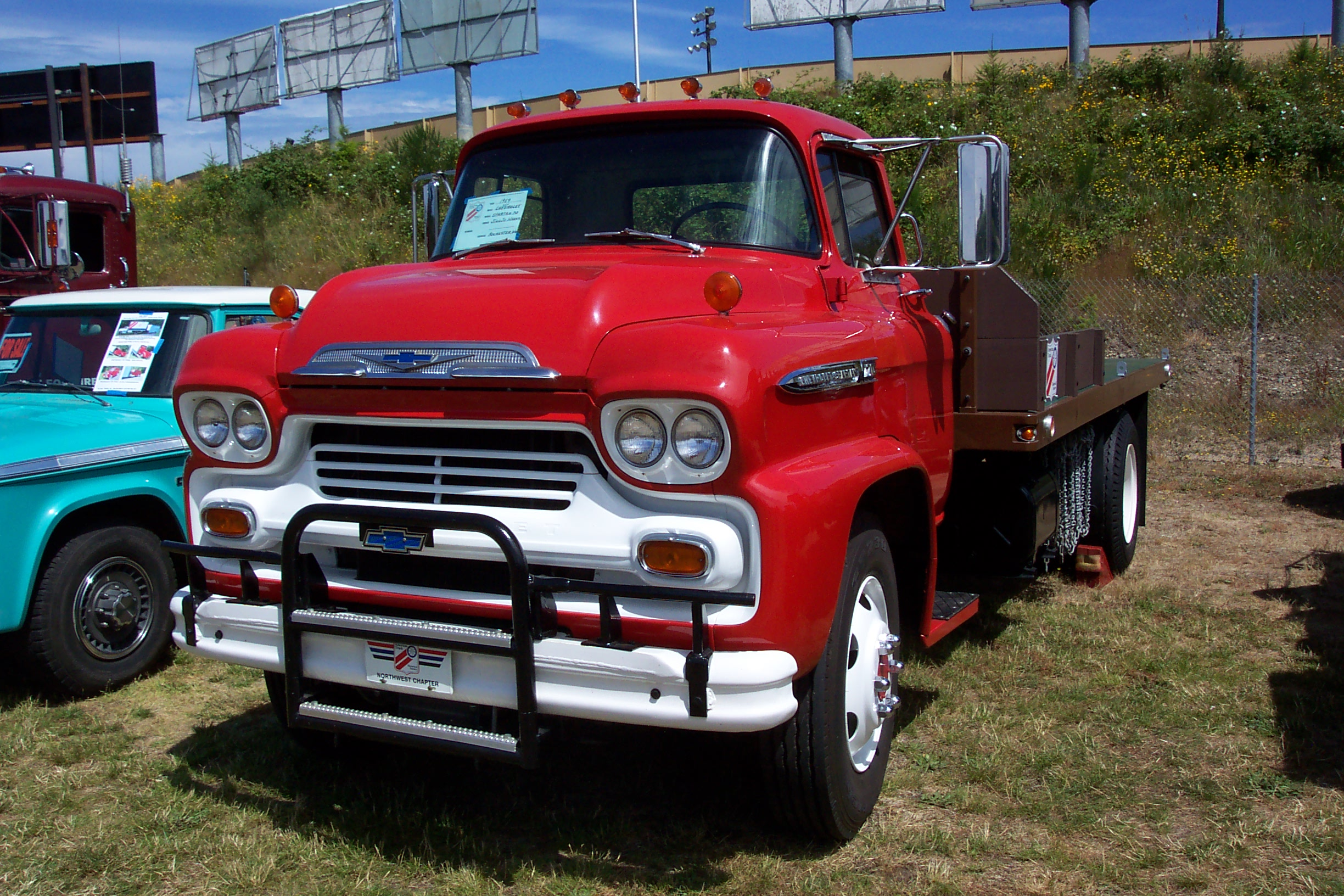
Chevrolet Task Force Spartan, una variante pesante della Task Force